# Dimosthenis Dikoudis
Dimosthenis Dikoudis  (griechisch Δημοσθένης Ντικούδης, * 24. Juni 1977 in Larisa) ist ein ehemaliger griechischer Basketballspieler.

## Karriere
Seine Karriere begann Dimosthenis Dikoudis, der mit 2,06 m Größe sowohl auf der Position des Power Forward wie auch als Center eingesetzt werden kann, beim griechischen Verein Olympia Larisa, wo er bis 1998 unter Vertrag stand. Im Anschluss wechselte Dikoudis zu AEK Athen. Mit AEK gewann er neben einer griechischen Meisterschaft zwei Pokale sowie den Saporta Cup. 2003 wechselte Dikoudis nach Spanien, wo er für eine Saison bei Pamesa Valencia blieb. 2004 unterzeichnete einen Vertrag beim russischen Spitzenverein ZSKA Moskau, mit dem er jeweils eine Meisterschaft und einen Pokalsieg erringen konnte. Nach einer Saison bei seinem alten Verein Valencia, kehrte Dikoudis schließlich nach drei Jahren im Ausland zu Panathinaikos Athen nach Griechenland zurück, wo er in den folgenden zwei Saisons das Triple sowie das Double gewinnen konnte.

## Nationalmannschaft
Dikoudis war zwischen 1999 und 2008 ein fester Bestandteil der griechischen Nationalmannschaft, mit der er unter anderem 2005 die Basketball-Europameisterschaft in Belgrad gewinnen konnte. Griechenland besiegte dabei im Endspiel die deutsche Mannschaft. Bei der Basketball-Weltmeisterschaft 2006 erreichte Dikoudis mit Griechenland das Finale und gewann dort die Silbermedaille. Seinen Rücktritt aus der Nationalmannschaft erklärte Dikoudis am 16. Juni 2008. In 114 Länderspielen kam er dabei auf insgesamt 957 Punkte (8,39 Punkte im Schnitt).

## Erfolge
- Griechischer Meister: 2002, 2007, 2008
- Russischer Meister: 2005
- Griechischer Pokalsieger: 2000, 2001, 2007, 2008
- Russischer Pokalsieger: 2005
- EuroLeague: 2007
- Saporta Cup: 2000
- Europameister: 2005
- Stanković Cup: 2006
- Vize-Weltmeister: 2006

## Auszeichnungen
- Teilnahme am griechischen All Star Game: 2000, 2002, 2007, 2008
- MVP der griechischen Meisterschaft: 2002
- MVP der griechischen Playoffs: 2002
- Teilnahme an Europameisterschaften: 2001, 2003, 2005, 2007
- Teilnahme an Weltmeisterschaften: 2006
- Teilnahme an Olympischen Spielen: 2004